# Willem II van Dampierre
Willem II van Dampierre (1196 — 3 september 1231), was een zoon van Gwijde II van Dampierre, connétable (opperbevelhebber) van Champagne, en van Mathilde I van Bourbon.

## Levensloop
Terwijl zijn oudere broer Gwijde Archimbald heer van Bourbon werd, erfde Willem de heerlijkheid Dampierre en Saint-Dizier en het ambt van connétable van het graafschap Champagne. Hij was van plan om te trouwen met Alice von Zypern, wat hem een aanspraak zou opgeleverd hebben op het graafschap Champagne, maar de paus verleende geen dispensatie voor de te nauwe familieband. Hij trouwde dan maar in 1223 met een andere nicht, Margaretha van Constantinopel (1202-1280), gravin van Vlaanderen en Henegouwen, die gescheiden was van Burchard van Avesnes (1182-1244). Het huwelijk werd kerkrechtelijk niet erkend en pas in 1230, na de geboorte van het derde kind, verkreeg het paar dispensatie en konden hun kinderen gelegitimeerd worden. Die kinderen waren:
- Johanna (-1246), gehuwd met Hugo III van Rethel (-1243) en met Theobald II van Bar (-1291)
- Willem III van Dampierre (1225-1251)
- Gwijde III van Dampierre (1226-1305), graaf van Vlaanderen
- Jan I van Dampierre (1230-1258)

De kinderen van Willem II golden als rechtmatige erfgenamen. Ook de kinderen uit het eerste huwelijk van zijn echtgenote maakten later aanspraak op haar erfenis, zodat een hevige opvolgingsstrijd losbrak.
Willem overleed nog voordat zijn vrouw in 1244 de graafschappen Vlaanderen en Henegouwen in handen kreeg. Hij werd begraven in de Cisterciënzerabdij van Orchies en in 1257 overgebracht naar de Cistercijnzerabdij van Flines.
Behoudens de weinig waarschijnlijke maar toch altijd mogelijke coïncidentie van eenzelfde voornaam en eenzelfde overlijdensjaar, is hij het die in 1208 (hij was pas twaalf jaar) proost van Sint-Donaas en kanselier van Vlaanderen werd, een functie die hij uitoefende tot aan zijn dood. Hij was niet de enige die een ambt toebedeeld kreeg waarvoor hij noch de leeftijd noch de intellectuele bagage had, maar zo ging het nu eenmaal wanneer een telg uit een aristocratische familie, vooral uit het regerende vorstenhuis, moest geplaatst worden.
Tijdens de ambtsperiode van Willem laaiden sommige ruzies hoog op. Zo gebeurde het in 1225 dat de bisschop van Doornik het interdict uitsprak over de kanunniken van Sint-Donaas en de deken zelfs in de ban van de kerk sloeg. Maar op het gezag van de abten van de Sint-Andriesabdij en de Eekhoutte-abdij, herriep de proost eigenmachtig deze sancties, buiten medeweten van de bisschop.
In juli 1231 moeten er klachten zijn geweest over de proost. Paus Gregorius IX belastte de proost en de deken van het kapittel van Saint-Omer en de proost van het kapittel van Ariën met de opdracht Willem aan te zetten tot ontslag of minstens een coadjutor te benoemen. De oorkonde vermeldde dat de paus dit deed op verzoek van personen uit de omgeving van de gravin van Vlaanderen (de schoonzus dus van Willem), omdat hij vanwege zijn ouderdom (hij was 34!) niet meer in staat was als proost en als kanselier te functioneren. Veel inspanningen hoefden er niet te worden geleverd, want een paar maanden later overleed Willem.

## Voorouders
| Voorouders van Willem II van Dampierre | Voorouders van Willem II van Dampierre                                    | Voorouders van Willem II van Dampierre                                    | Voorouders van Willem II van Dampierre                                    | Voorouders van Willem II van Dampierre                                    | Voorouders van Willem II van Dampierre                                                    | Voorouders van Willem II van Dampierre                                                    | Voorouders van Willem II van Dampierre                                                    | Voorouders van Willem II van Dampierre                                                    |
| -------------------------------------- | ------------------------------------------------------------------------- | ------------------------------------------------------------------------- | ------------------------------------------------------------------------- | ------------------------------------------------------------------------- | ----------------------------------------------------------------------------------------- | ----------------------------------------------------------------------------------------- | ----------------------------------------------------------------------------------------- | ----------------------------------------------------------------------------------------- |
| Overgrootouders                        | Gwijde I van Dampierre (1105-1151) ∞ Helvida (1110-1165)                  | Gwijde I van Dampierre (1105-1151) ∞ Helvida (1110-1165)                  | Itier IV van Toucy (-) ∞ ? (-)                                            | Itier IV van Toucy (-) ∞ ? (-)                                            | Archimbald VII van Bourbon (1110-1171) ∞ Agnes van Savoye (–)                             | Archimbald VII van Bourbon (1110-1171) ∞ Agnes van Savoye (–)                             | Odo II van Bourgondië (1118-1162) ∞ Maria van Blois (1128-1190)                           | Odo II van Bourgondië (1118-1162) ∞ Maria van Blois (1128-1190)                           |
| Grootouders                            | Willem I van Dampierre (1130-1161) ∞ Ermengarde van Toucy (?-?)           | Willem I van Dampierre (1130-1161) ∞ Ermengarde van Toucy (?-?)           | Willem I van Dampierre (1130-1161) ∞ Ermengarde van Toucy (?-?)           | Willem I van Dampierre (1130-1161) ∞ Ermengarde van Toucy (?-?)           | Archimbald van Bourbon (1140-1169) ∞ 1164 Adelheid van Bourgondië (1146-1192) (1146-1192) | Archimbald van Bourbon (1140-1169) ∞ 1164 Adelheid van Bourgondië (1146-1192) (1146-1192) | Archimbald van Bourbon (1140-1169) ∞ 1164 Adelheid van Bourgondië (1146-1192) (1146-1192) | Archimbald van Bourbon (1140-1169) ∞ 1164 Adelheid van Bourgondië (1146-1192) (1146-1192) |
| Ouders                                 | Gwijde II van Dampierre (–1216) ∞ 1196 Mathilde I van Bourbon (1165-1228) | Gwijde II van Dampierre (–1216) ∞ 1196 Mathilde I van Bourbon (1165-1228) | Gwijde II van Dampierre (–1216) ∞ 1196 Mathilde I van Bourbon (1165-1228) | Gwijde II van Dampierre (–1216) ∞ 1196 Mathilde I van Bourbon (1165-1228) | Gwijde II van Dampierre (–1216) ∞ 1196 Mathilde I van Bourbon (1165-1228)                 | Gwijde II van Dampierre (–1216) ∞ 1196 Mathilde I van Bourbon (1165-1228)                 | Gwijde II van Dampierre (–1216) ∞ 1196 Mathilde I van Bourbon (1165-1228)                 | Gwijde II van Dampierre (–1216) ∞ 1196 Mathilde I van Bourbon (1165-1228)                 |
| Willem II van Dampierre (1196-1231)    |                                                                           |                                                                           |                                                                           |                                                                           |                                                                                           |                                                                                           |                                                                                           |                                                                                           |